# Wisconsin kormányzóinak listája
Ez a lista az Amerikai Egyesült Államok Wisconsin államának kormányzóit sorolja föl. Az úgynevezett Midwest (Közép-Nyugat) régió északi részén fekszik. Nyugatról Minnesota, délnyugatról Iowa, délről Illinois állam, keletről a Michigan-tó, északkeletről Michigan állam, északról pedig a Felső-tó határolja. Fővárosa Madison, legnépesebb városa Milwaukee. 2008-as adatok alapján 5,6 millió lakosa volt. Gazdasága eredetileg a prémre épült (innen az állam beceneve: Badger State / borzállam). Később jelent meg a fakitermelés, földművelés, a tejgazdaság és a vendéglátás. Az iparosodás, amelynek központja Milwaukee volt, a 19. század végén indult meg a délkeleti területeken. Az utóbbi évtizedekben a szolgáltatóipar, azon belül is főként a gyógyszergyártás és az oktatás vette át a vezető szerepet.
A kormányzót négy évre választják, és nincsen korlátozva az újraválasztások száma.
Jelenleg a 45. kormányzó, a Demokrata Párthoz tartozó Tony Evers tölti be a tisztséget 2019. január 7. óta. A kormányzóhelyettes a szintén demokrata Mandela Barnes.

## Párthovatartozás
| Párt                        | Kormányzók |
| --------------------------- | ---------- |
| Demokrata                   | 13         |
| Republikánus                | 31         |
| Whig                        | 1          |
| Wisconsini Progresszív Párt | 2          |

## A wisconsini terület kormányzói
| # | Kép                                               | Kormányzó              | Kinevezés dátuma     | Hivatali idő vége    | Egyéb választott (szövetségi) tisztségei | Kinevező elnök neve  |
| - | ------------------------------------------------- | ---------------------- | -------------------- | -------------------- | --- | -------------------- |
| 1 | Portrait of a well-dressed nineteenth-century man | Henry Dodge            | 1836. április 30.    | 1841. szeptember 13. | Az Egyesült Államok képviselőházának delegáltja (1841–1845) Az Egyesült Államok szenátusának tagja (1848–1857)                                             | Andrew Jackson       |
| 2 | Portrait of a well-dressed nineteenth-century man | James Duane Doty       | 1841. szeptember 30. | 1844. június 21.     | Az Egyesült Államok képviselőházának delegáltja (1839–1841) Az Egyesült Államok képviselőházának tagja (1849–1853) A utahi terület kormányzója (1863–1865) | John Tyler           |
| 3 | Portrait of a well-dressed nineteenth-century man | Nathaniel P. Tallmadge | 1844. június 21.     | 1845. április 8.     | Az Egyesült Államok szenátusának tagja (New York képviseletében; 1830–1839; 1840–1844)                                                                     | John Tyler           |
| 4 | Portrait of a well-dressed nineteenth-century man | Henry Dodge            | 1845. április 8.     | 1848. június 23.     | Az Egyesült Államok képviselőházának delegáltja (1841-1845) Az Egyesült Államok szenátusának tagja (1848–1857)                                             | James Polk           |
| – |                                                   | John Catlin            | 1848. június 23.     | 1849. március 3.     | | ideiglenes kormányzó |

## Wisconsin szövetségi állam kormányzói
| Wisconsin kormányzóinak listája                                        | Wisconsin kormányzóinak listája                                        | Wisconsin kormányzóinak listája                                        | Wisconsin kormányzóinak listája                                        | Wisconsin kormányzóinak listája                                        | Wisconsin kormányzóinak listája                                        | Wisconsin kormányzóinak listája                                                                                 | Wisconsin kormányzóinak listája                                        | Wisconsin kormányzóinak listája                                        |
| Wisconsini Progresszív Párt Whig Párt Demokrata Párt Republikánus Párt | Wisconsini Progresszív Párt Whig Párt Demokrata Párt Republikánus Párt | Wisconsini Progresszív Párt Whig Párt Demokrata Párt Republikánus Párt | Wisconsini Progresszív Párt Whig Párt Demokrata Párt Republikánus Párt | Wisconsini Progresszív Párt Whig Párt Demokrata Párt Republikánus Párt | Wisconsini Progresszív Párt Whig Párt Demokrata Párt Republikánus Párt | Wisconsini Progresszív Párt Whig Párt Demokrata Párt Republikánus Párt                                          | Wisconsini Progresszív Párt Whig Párt Demokrata Párt Republikánus Párt | Wisconsini Progresszív Párt Whig Párt Demokrata Párt Republikánus Párt |
| #                                                                      | Kép                                                                    | Kormányzó                                                              | Hivatali idő kezdete                                                   | Hivatali idő vége                                                      | Párt                                                                   | Egyéb választott (szövetségi) tisztségei                                                                        | Helyettes                                                              | Helyettes                                                              |
| ---------------------------------------------------------------------- | ---------------------------------------------------------------------- | ---------------------------------------------------------------------- | ---------------------------------------------------------------------- | ---------------------------------------------------------------------- | ---------------------------------------------------------------------- | --- | ---------------------------------------------------------------------- | ---------------------------------------------------------------------- |
| 1                                                                      |                                                                        | Nelson Dewey                                                           | 1848. június 7.                                                        | 1852. január 5.                                                        |                                                                        | | John E. Holmes                                                         |                                                                        |
| 1                                                                      | Samuel W. Beall                                                        | Nelson Dewey                                                           | 1848. június 7.                                                        | 1852. január 5.                                                        |                                                                        | |                                                                        |                                                                        |
| 2                                                                      |                                                                        | Leonard J. Farwell                                                     | 1852. január 6.                                                        | 1854. január 2.                                                        |                                                                        | | Timothy Burns                                                          |                                                                        |
| 3                                                                      |                                                                        | William A. Barstow                                                     | 1854. január 2.                                                        | 1856. március 21.                                                      |                                                                        | | James T. Lewis                                                         |                                                                        |
| 3                                                                      | Arthur MacArthur Sr.                                                   | William A. Barstow                                                     | 1854. január 2.                                                        | 1856. március 21.                                                      |                                                                        | |                                                                        |                                                                        |
| 4                                                                      |                                                                        | Arthur MacArthur Sr.                                                   | 1856. március 21.                                                      | 1856. március 25.                                                      |                                                                        | | Széküresedés                                                           | Széküresedés                                                           |
| 5                                                                      |                                                                        | Coles Bashford                                                         | 1856. március 25.                                                      | 1858. január 4.                                                        |                                                                        | Az Egyesült Államok képviselőházának delegáltja (Arizona képviseletében; 1867–1869)                             | Arthur MacArthur Sr.                                                   |                                                                        |
| 6                                                                      |                                                                        | Alexander W. Randall                                                   | 1858. január 4.                                                        | 1862. január 6.                                                        |                                                                        | Az Egyesült Államok főpostamestere (1866–1869)                                                                  | Erasmus D. Campbell                                                    |                                                                        |
| 6                                                                      | Butler G. Noble                                                        | Alexander W. Randall                                                   | 1858. január 4.                                                        | 1862. január 6.                                                        |                                                                        | Az Egyesült Államok főpostamestere (1866–1869)                                                                  |                                                                        |                                                                        |
| 7                                                                      |                                                                        | Louis P. Harvey                                                        | 1862. január 6.                                                        | 1862. április 19.                                                      |                                                                        | | Edward Salomon                                                         |                                                                        |
| 8                                                                      |                                                                        | Edward Salomon                                                         | 1862. április 19.                                                      | 1864. január 4.                                                        |                                                                        | | Széküresedés                                                           | Széküresedés                                                           |
| 9                                                                      |                                                                        | James T. Lewis                                                         | 1864. január 4.                                                        | 1866. január 1.                                                        |                                                                        | | Wyman Spooner                                                          |                                                                        |
| 10                                                                     |                                                                        | Lucius Fairchild                                                       | 1866. január 1.                                                        | 1872. január 1.                                                        |                                                                        | Az Egyesült Államokat képviselő miniszter Spanyolországban (1880–1881)                                          | Wyman Spooner                                                          |                                                                        |
| 10                                                                     | Thaddeus C. Pound                                                      | Lucius Fairchild                                                       | 1866. január 1.                                                        | 1872. január 1.                                                        |                                                                        | Az Egyesült Államokat képviselő miniszter Spanyolországban (1880–1881)                                          |                                                                        |                                                                        |
| 11                                                                     |                                                                        | Cadwallader C. Washburn                                                | 1872. január 1.                                                        | 1874. január 5.                                                        |                                                                        | Az Egyesült Államok képviselőházának tagja (1855–1861; 1867–1871)                                               | Milton H. Pettit                                                       |                                                                        |
| 12                                                                     |                                                                        | William Robert Taylor                                                  | 1874. január 5.                                                        | 1876. január 3.                                                        |                                                                        | | Charles D. Parker                                                      |                                                                        |
| 13                                                                     |                                                                        | Harrison Ludington                                                     | 1876. január 3.                                                        | 1878. január 7.                                                        |                                                                        | | Charles D. Parker                                                      |                                                                        |
| 14                                                                     |                                                                        | William E. Smith                                                       | 1878. január 7.                                                        | 1882. január 2.                                                        |                                                                        | | James M. Bingham                                                       |                                                                        |
| 15                                                                     |                                                                        | Jeremiah McLain Rusk                                                   | 1882. január 2.                                                        | 1889. január 7.                                                        |                                                                        | Az Egyesült Államok képviselőházának tagja (1871–1877) Az Egyesült Államok mezőgazdasági minisztere (1889–1893) | Sam S. Fifield                                                         |                                                                        |
| 15                                                                     | George W. Ryland                                                       | Jeremiah McLain Rusk                                                   | 1882. január 2.                                                        | 1889. január 7.                                                        |                                                                        | Az Egyesült Államok képviselőházának tagja (1871–1877) Az Egyesült Államok mezőgazdasági minisztere (1889–1893) |                                                                        |                                                                        |
| 16                                                                     |                                                                        | William D. Hoard                                                       | 1889. január 7.                                                        | 1891. január 5.                                                        |                                                                        | |                                                                        |                                                                        |
| 17                                                                     |                                                                        | George W. Peck                                                         | 1891. január 5.                                                        | 1895. január 7.                                                        |                                                                        | | Charles Jonas                                                          |                                                                        |
| 18                                                                     |                                                                        | William H. Upham                                                       | 1895. január 7.                                                        | 1897. január 4.                                                        |                                                                        | | Emil Baensch                                                           |                                                                        |
| 19                                                                     |                                                                        | Edward Scofield                                                        | 1897. január 4.                                                        | 1901. január 7.                                                        |                                                                        | | Emil Baensch                                                           |                                                                        |
| 19                                                                     | Jesse Stone                                                            | Edward Scofield                                                        | 1897. január 4.                                                        | 1901. január 7.                                                        |                                                                        | |                                                                        |                                                                        |
| 20                                                                     |                                                                        | Robert M. La Follette, Sr.                                             | 1901. január 7.                                                        | 1906. január 1.                                                        |                                                                        | Az Egyesült Államok képviselőházának tagja (1885–1891) Az Egyesült Államok szenátusának tagja (1906–1925)       |                                                                        |                                                                        |
| 20                                                                     | James O. Davidson                                                      | Robert M. La Follette, Sr.                                             | 1901. január 7.                                                        | 1906. január 1.                                                        |                                                                        | Az Egyesült Államok képviselőházának tagja (1885–1891) Az Egyesült Államok szenátusának tagja (1906–1925)       |                                                                        |                                                                        |
| 21                                                                     |                                                                        | James O. Davidson                                                      | 1906. január 1.                                                        | 1911. január 2.                                                        |                                                                        | | Széküresedés                                                           | Széküresedés                                                           |
| 21                                                                     | William D. Connor                                                      | James O. Davidson                                                      | 1906. január 1.                                                        | 1911. január 2.                                                        |                                                                        | |                                                                        |                                                                        |
| 21                                                                     | John Strange                                                           | James O. Davidson                                                      | 1906. január 1.                                                        | 1911. január 2.                                                        |                                                                        | |                                                                        |                                                                        |
| 22                                                                     |                                                                        | Francis E. McGovern                                                    | 1911. január 2.                                                        | 1915. január 4.                                                        |                                                                        | | Thomas Morris                                                          |                                                                        |
| 23                                                                     |                                                                        | Emanuel L. Philipp                                                     | 1915. január 4.                                                        | 1921. január 3.                                                        |                                                                        | | Edward F. Dithmar                                                      |                                                                        |
| 24                                                                     |                                                                        | John J. Blaine                                                         | 1921. január 3.                                                        | 1927. január 3.                                                        |                                                                        | Az Egyesült Államok szenátusának tagja (1927–1933)                                                              | George F. Comings                                                      |                                                                        |
| 24                                                                     | Henry A. Huber                                                         | John J. Blaine                                                         | 1921. január 3.                                                        | 1927. január 3.                                                        |                                                                        | Az Egyesült Államok szenátusának tagja (1927–1933)                                                              |                                                                        |                                                                        |
| 25                                                                     |                                                                        | Fred R. Zimmerman                                                      | 1927. január 3.                                                        | 1929. január 7.                                                        |                                                                        | |                                                                        |                                                                        |
| 26                                                                     |                                                                        | Walter J. Kohler Sr.                                                   | 1929. január 7.                                                        | 1931. január 5.                                                        |                                                                        | |                                                                        |                                                                        |
| 27                                                                     |                                                                        | Philip La Follette                                                     | 1931. január 5.                                                        | 1933. január 2.                                                        |                                                                        | |                                                                        |                                                                        |
| 28                                                                     |                                                                        | Albert G. Schmedeman                                                   | 1933. január 2.                                                        | 1935. január 7.                                                        |                                                                        | Az Egyesült Államok nagykövete Norvégiában (1913–1921)                                                          | Thomas J. O'Malley                                                     |                                                                        |
| 29                                                                     |                                                                        | Philip La Follette                                                     | 1935. január 7.                                                        | 1939. január 2.                                                        |                                                                        | | Thomas J. O'Malley                                                     |                                                                        |
| 29                                                                     | Henry A. Gunderson                                                     | Philip La Follette                                                     | 1935. január 7.                                                        | 1939. január 2.                                                        |                                                                        | |                                                                        |                                                                        |
| 29                                                                     | Herman L. Ekern                                                        | Philip La Follette                                                     | 1935. január 7.                                                        | 1939. január 2.                                                        |                                                                        | |                                                                        |                                                                        |
| 30                                                                     |                                                                        | Julius P. Heil                                                         | 1939. január 2.                                                        | 1943. január 4.                                                        |                                                                        | | Walter S. Goodland                                                     |                                                                        |
| —                                                                      |                                                                        | Orland S. Loomis                                                       | Elhunyt megválasztása után, de mielőtt beiktatták volna.               | Elhunyt megválasztása után, de mielőtt beiktatták volna.               |                                                                        | | Walter S. Goodland                                                     |                                                                        |
| 31                                                                     |                                                                        | Walter S. Goodland                                                     | 1943. január 4.                                                        | 1947. március 12.                                                      |                                                                        | | Széküresedés                                                           | Széküresedés                                                           |
| 31                                                                     | Oscar Rennebohm                                                        | Walter S. Goodland                                                     | 1943. január 4.                                                        | 1947. március 12.                                                      |                                                                        | |                                                                        |                                                                        |
| 32                                                                     |                                                                        | Oscar Rennebohm                                                        | 1947. március 12.                                                      | 1951. január 1.                                                        |                                                                        | | Széküresedés                                                           | Széküresedés                                                           |
| 32                                                                     | George M. Smith                                                        | Oscar Rennebohm                                                        | 1947. március 12.                                                      | 1951. január 1.                                                        |                                                                        | |                                                                        |                                                                        |
| 33                                                                     |                                                                        | Walter J. Kohler Jr.                                                   | 1951. január 1.                                                        | 1957. január 7.                                                        |                                                                        | |                                                                        |                                                                        |
| 33                                                                     | Warren P. Knowles                                                      | Walter J. Kohler Jr.                                                   | 1951. január 1.                                                        | 1957. január 7.                                                        |                                                                        | |                                                                        |                                                                        |
| 34                                                                     |                                                                        | Vernon W. Thomson                                                      | 1957. január 7.                                                        | 1959. január 5.                                                        |                                                                        | Az Egyesült Államok képviselőházának tagja (1961–1974)                                                          |                                                                        |                                                                        |
| 35                                                                     |                                                                        | Gaylord A. Nelson                                                      | 1959. január 5.                                                        | 1963. január 7.                                                        |                                                                        | Az Egyesült Államok szenátusának tagja (1963–1981)                                                              | Philleo Nash                                                           |                                                                        |
| 35                                                                     | Warren P. Knowles                                                      | Gaylord A. Nelson                                                      | 1959. január 5.                                                        | 1963. január 7.                                                        |                                                                        | Az Egyesült Államok szenátusának tagja (1963–1981)                                                              |                                                                        |                                                                        |
| 36                                                                     |                                                                        | John W. Reynolds Jr.                                                   | 1963. január 7.                                                        | 1965. január 4.                                                        |                                                                        | | Jack B. Olson                                                          |                                                                        |
| 37                                                                     |                                                                        | Warren P. Knowles                                                      | 1965. január 4.                                                        | 1971. január 4.                                                        |                                                                        | | Patrick J. Lucey                                                       |                                                                        |
| 37                                                                     | Jack B. Olson                                                          | Warren P. Knowles                                                      | 1965. január 4.                                                        | 1971. január 4.                                                        |                                                                        | |                                                                        |                                                                        |
| 38                                                                     |                                                                        | Patrick J. Lucey                                                       | 1971. január 4.                                                        | 1977. július 6.                                                        |                                                                        | Az Egyesült Államok nagykövete Mexikóban (1977–1979)                                                            | Martin J. Schreiber                                                    |                                                                        |
| 39                                                                     |                                                                        | Martin J. Schreiber                                                    | 1977. július 6.                                                        | 1979. január 3.                                                        |                                                                        | | Széküresedés                                                           | Széküresedés                                                           |
| 40                                                                     |                                                                        | Lee S. Dreyfus                                                         | 1979. január 3.                                                        | 1983. január 3.                                                        |                                                                        | | Russell A. Olson                                                       |                                                                        |
| 41                                                                     |                                                                        | Anthony S. Earl                                                        | 1983. január 3.                                                        | 1987. január 5.                                                        |                                                                        | | James T. Flynn                                                         |                                                                        |
| 42                                                                     |                                                                        | Tommy Thompson                                                         | 1987. január 5.                                                        | 2001. február 1.                                                       |                                                                        | Az Egyesült Államok egészségügyi minisztere (2001–2005)                                                         | Scott McCallum                                                         |                                                                        |
| 43                                                                     |                                                                        | Scott McCallum                                                         | 2001. február 1.                                                       | 2003. január 6.                                                        |                                                                        | | Margaret A. Farrow                                                     |                                                                        |
| 44                                                                     |                                                                        | Jim Doyle                                                              | 2003. január 6.                                                        | 2011. január 3.                                                        |                                                                        | | Barbara Lawton                                                         |                                                                        |
| 45                                                                     |                                                                        | Scott Walker                                                           | 2011. január 3.                                                        | 2019. január 7.                                                        |                                                                        | | Rebecca Kleefisch                                                      |                                                                        |
| 44                                                                     |                                                                        | Tony Evers                                                             | 2019. január 7.                                                        | hivatalban                                                             |                                                                        | | Mandela Barnes                                                         |                                                                        |